# Guido Adler (Mediziner)
Guido Adler (* 22. September 1946 in Heidelberg) ist ein deutscher Mediziner.

## Leben
Guido Adler studierte Medizin und promovierte 1977 zum Dr. med., 1984 habilitierte er sich. Seiner Ernennung zum Facharzt für Innere Medizin folgte 1986 die Berufung auf eine Professur an die Universität Marburg und er erhielt anschließend die Teilgebietsbezeichnung für Gastroenterologie.
1991 übernahm er eine Professur für Innere Medizin an der Universität Ulm und wurde Ärztlicher Direktor der Klinik für Innere Medizin (Gastroenterologie, Endokrinologie, Stoffwechsel, Ernährungswissenschaften, Nephrologie). In Ulm stand er zwölf Jahre dem Sonderforschungsbereich 518 „Entzündung, Regeneration und Transformation im Pankreas“ als Sprecher vor.
Nach sechs Amtsjahren als Dekan der Medizinischen Fakultät war Adler von 1999 bis 2010 Stellvertretender Leitender Ärztlicher Direktor des Ulmer Universitätsklinikums und seit 2003 Vizepräsident für Medizin der Universität Ulm. Von 1996 war er Mitglied, von 2004 bis 2012 Vorsitzender des Gesundheitsforschungsrats im Bundesministerium für Bildung und Forschung. Von 2001 bis 2006 war er Mitglied des Aufsichtsrats des Universitätsklinikums Marburg. 2005 wurde er in den Wissenschaftlichen Beirat des Instituts für Qualität und Wirtschaftlichkeit im Gesundheitswesen (IQWiG) berufen (bis 2013). Seit 2008 ist er Mitglied des Aufsichtsrats des Universitätsklinikums Leipzig und übernahm 2019 dessen Vorsitz. Adler war von 2010 bis 2016 Mitglied des Österreichischen Wissenschaftsrates. 2010 war er Präsident der Deutschen Gesellschaft für Verdauungs- und Stoffwechselkrankheiten (DGVS). Von Oktober 2010 bis Mai 2012 war er hauptamtlicher Vorstandsvorsitzender sowie Medizinischer Vorstand der Universitätsmedizin der Johannes Gutenberg-Universität Mainz.
Vom 16. Juni 2012 bis zu seiner Verabschiedung in den Ruhestand am 24. Mai 2017 war Guido Adler Leitender Ärztlicher Direktor und Vorstandsvorsitzender des Universitätsklinikums Heidelberg. Guido Adler ist Gründungsprodekan der Medizinischen Fakultät der Universität Augsburg.